# Черноухая бронзовая кукушка
Черноухая бронзовая кукушка (лат. Chalcites osculans) — вид птиц в семействе Cuculidae. Встречается по всей Австралии, мигрирует в восточную Индонезию и южную часть Новой Гвинеи. Не выращивает собственных детёнышей, а оставляет яйца в гнезде другого вида, чтобы их вырастил хозяин. 

## Описание
Взрослые особи в среднем весят 30 грамм и имеют длину от 19 до 20 см. Спина тускло-серо-коричневая с характерной чёрной полосой под глазами от клюва до шеи. Надхвостье бледно-белое, а грудь светло-лососевого цвета. Ноги и лапы чёрные, глаза коричневые, клюв чёрный, хвост серый, снизу кремовый с коричневатыми полосами. Молодые особи имеют более тусклую окраску с более коричневой полосой на глазах.

## Распространение

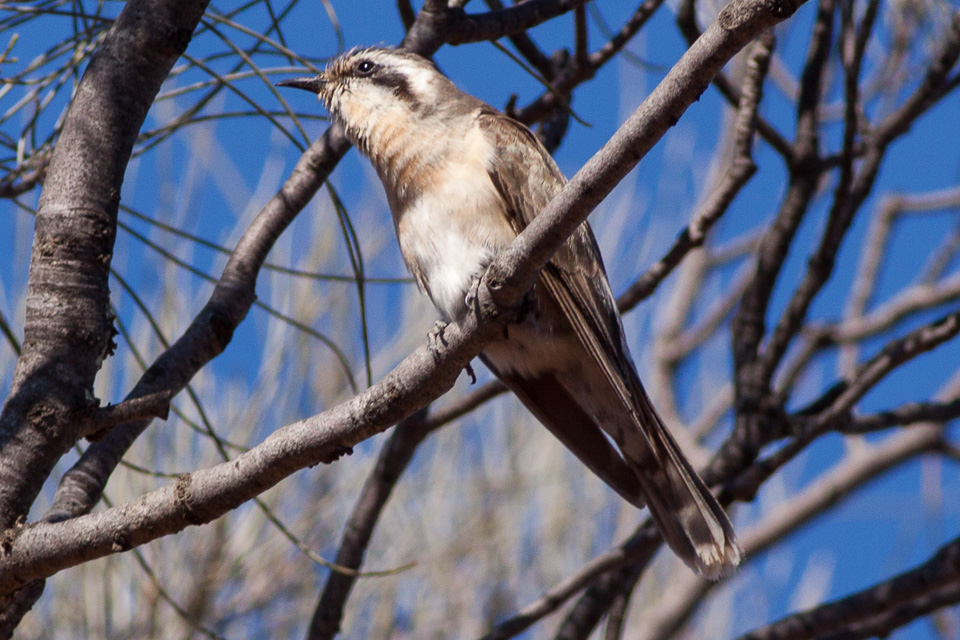
Черноухая бронзовая кукушка

Обитает в большинстве районов Австралии, за исключением влажных прибрежных лесных районов. В основном на внутренней стороне большого водораздельного хребта в Виктории, Новом Южном Уэльсе и Квинсленде. Также найдены в Тасмании. Гнездится на юге Австралии, некоторые птицы останутся на юге Австралии зимой, в то время как многие мигрируют в Северную Австралию и дальше на север в Индонезию и Папуа-Новая Гвинею.
Предпочитают сухие редкие леса, кустарники, прибрежные заросли. Летают прямо между невысокими деревьями и кустарниками, а не между большими деревьями. 

## Питание
Питаются жуками, двукрылыми, полужесткокрылыми, насекомыми, а также волосатыми гусеницами. Большая часть пищи добывается на земле, но могут кормиться на деревьях и кустарниках.  

## Размножение
Сезон размножения начинается с приходом дождей, а также зависит от местоположения в Австралии. На западе размножение начинается раньше, примерно в июне, а на востоке — позже, в августе, а заканчивается в октябре на западе и декабре на востоке. 
Во время ухаживания самки и самцы перекликаются друг с другом: самки начинают громко, а затем затихают по мере приближения самцов. Во время ухаживания самцы кормят самок. 